# Snowboarding na Zimowych Igrzyskach Olimpijskich 2018 – slopestyle kobiet
Slopestyle kobiet na Zimowych Igrzyskach Olimpijskich 2018 odbył się w dniach 11-12 lutego w Bokwang Phoenix Park w Pjongczangu. Z powodu niekorzystnych warunków pogodowych zrezygnowano z przeprowadzania półfinałów. Wszystkie zawodniczki zakwalifikowano do finału, w związku z czym zostały rozegrane tylko 2 zjazdy zamiast planowanych 3.. 
Mistrzynią olimpijską została Amerykanka Jamie Anderson, srebro wywalczyła Kanadyjka Laurie Blouin, a brąz przypadł Enni Rukajärvi z Finlandii.

## Terminarz
| Data      | Konkurencja | Godzina rozpoczęcia | Godzina rozpoczęcia |
| Data      | Konkurencja | UTC+09:00           | CET                 |
| --------- | ----------- | ------------------- | ------------------- |
| 11 lutego | Półfinały   | 13:30               | 05:30               |
| 12 lutego | Finał       | 10:00               | 02:00               |

## Wyniki

### Finał
| Pozycja | Nr | Zawodniczka          | Reprezentacja                | Zjazdy | Zjazdy | Najlepszy |
| Pozycja | Nr | Zawodniczka          | Reprezentacja                | 1      | 2      | Najlepszy |
| ------- | -- | -------------------- | ---------------------------- | ------ | ------ | --------- |
| 01 !    | 1  | Jamie Anderson       | Stany Zjednoczone            | 83,00  | 34,56  | 83,00     |
| 02 !    | 7  | Laurie Blouin        | Kanada                       | 49,16  | 76,33  | 76,33     |
| 03 !    | 5  | Enni Rukajärvi       | Finlandia                    | 45,85  | 75,38  | 75,38     |
| 4.      | 13 | Silje Norendal       | Norwegia                     | 73,91  | 47,66  | 73,91     |
| 5.      | 20 | Jessika Jenson       | Stany Zjednoczone            | 72,76  | 41,11  | 72,76     |
| 6.      | 8  | Hailey Langland      | Stany Zjednoczone            | 41,26  | 71,80  | 71,80     |
| 7.      | 18 | Sina Candrian        | Szwajcaria                   | 66,35  | 39,80  | 66,35     |
| 8.      | 21 | Sofia Fiodorowa      | Olimpijscy sportowcy z Rosji | 27,53  | 65,73  | 65,73     |
| 9.      | 16 | Yuka Fujimori        | Japonia                      | 63,73  | 48,51  | 63,73     |
| 10.     | 19 | Elena Könz           | Szwajcaria                   | 17,28  | 59,00  | 59,00     |
| 11.     | 2  | Julia Marino         | Stany Zjednoczone            | 55,85  | 41,05  | 55,85     |
| 12.     | 24 | Asami Hirono         | Japonia                      | 49,80  | 27,26  | 49,80     |
| 13.     | 6  | Zoi Sadowski-Synnott | Nowa Zelandia                | 26,70  | 48,38  | 48,38     |
| 14.     | 12 | Reira Iwabuchi       | Japonia                      | 48,33  | 31,06  | 48,33     |
| 15.     | 3  | Anna Gasser          | Austria                      | 42,05  | 46,56  | 46,56     |
| 16.     | 28 | Šárka Pančochová     | Czechy                       | 43,46  | 39,18  | 43,46     |
| 17.     | 14 | Aimee Fuller         | Wielka Brytania              | 34,63  | 41,43  | 41,43     |
| 18.     | 17 | Isabel Derungs       | Szwajcaria                   | 39,66  | 31,98  | 39,66     |
| 19.     | 9  | Miyabi Onitsuka      | Japonia                      | 33,25  | 39,55  | 39,55     |
| 20.     | 25 | Carla Somaini        | Szwajcaria                   | 36,71  | 23,08  | 36,71     |
| 21.     | 11 | Brooke Voigt         | Kanada                       | 24,36  | 36,61  | 36,61     |
| 22.     | 4  | Spencer O’Brien      | Kanada                       | 26,43  | 36,45  | 36,45     |
| 23.     | 22 | Cheryl Maas          | Holandia                     | 31,71  | 35,30  | 35,30     |
| 24.     | 26 | Klaudia Medlová      | Słowacja                     | 26,16  | 34,00  | 34,00     |
| 25.     | 27 | Lucile Lefevre       | Francja                      | 28,35  | 17,31  | 28,35     |
| 26.     | 23 | Silvia Mittermueller | Niemcy                       | 1,00   | DNS    | 1,00      |